# Owyheeïta
L'owyheeïta és un mineral de la classe dels sulfurs. Rep el nom del Comtat d'Owyhee, a Idaho (Estats Units), a on es troba la localitat on va ser descoberta.

## Característiques
L'owyheeïta és un sulfur de fórmula química Ag₃Pb₁₀Sb₁₁S₂₈. Cristal·litza en el sistema monoclínic. La seva duresa a l'escala de Mohs és 2,5.
Segons la classificació de Nickel-Strunz, l'owyheeïta pertany a «02.HC: Sulfosals de l'arquetip SnS, amb només Pb» juntament amb els següents minerals: argentobaumhauerita, baumhauerita, chabourneïta, dufrenoysita, guettardita, liveingita, parapierrotita, pierrotita, rathita, sartorita, twinnita, veenita, marumoïta, dalnegroïta, fülöppita, heteromorfita, plagionita, rayita, semseyita, boulangerita, falkmanita, plumosita, robinsonita, moëloïta, dadsonita, zoubekita i parasterryita.

## Formació i jaciments
Va ser descoberta a la mina Poorman, al districte de Silver City del comtat d'Owyhee, a Idaho, Estats Units. Tot i no tractar-se d'una espècie gens habitual, ha estat descrita en jaciments de tots els continents del planeta tret de l'Antàrtida.